# Canada de los Alamos
Canada de los Alamos és una concentració de població designada pel cens dels Estats Units a l'estat de Nou Mèxic. Segons el cens del 2000 tenia 358 habitants.

## Demografia
Segons el cens del 2000, Canada de los Alamos tenia 358 habitants, 153 habitatges, i 91 famílies. La densitat de població era de 49,4 habitants per km².
Dels 153 habitatges en un 31,4% hi vivien nens de menys de 18 anys, en un 43,8% hi vivien parelles casades, en un 8,5% dones solteres, i en un 40,5% no eren unitats familiars. En el 30,1% dels habitatges hi vivien persones soles el 6,5% de les quals corresponia a persones de 65 anys o més que vivien soles. El nombre mitjà de persones vivint en cada habitatge era de 2,34 i el nombre mitjà de persones que vivien en cada família era de 2,97.
Per edats la població es repartia de la següent manera: un 25,1% tenia menys de 18 anys, un 5% entre 18 i 24, un 26% entre 25 i 44, un 36% de 45 a 60 i un 7,8% 65 anys o més.
L'edat mediana era de 41 anys. Per cada 100 dones de 18 o més anys hi havia 114,4 homes.
La renda mediana per habitatge era de 44.231 $ i la renda mediana per família de 50.682 $. Els homes tenien una renda mediana d'11.250 $ mentre que les dones 43.077 $. La renda per capita de la població era de 25.707 $. Aproximadament l'11,4% de les famílies i el 20,9% de la població estaven per davall del llindar de pobresa.

## Poblacions més properes
El següent diagrama mostra les poblacions més properes.